# Cung điện Yekaterina

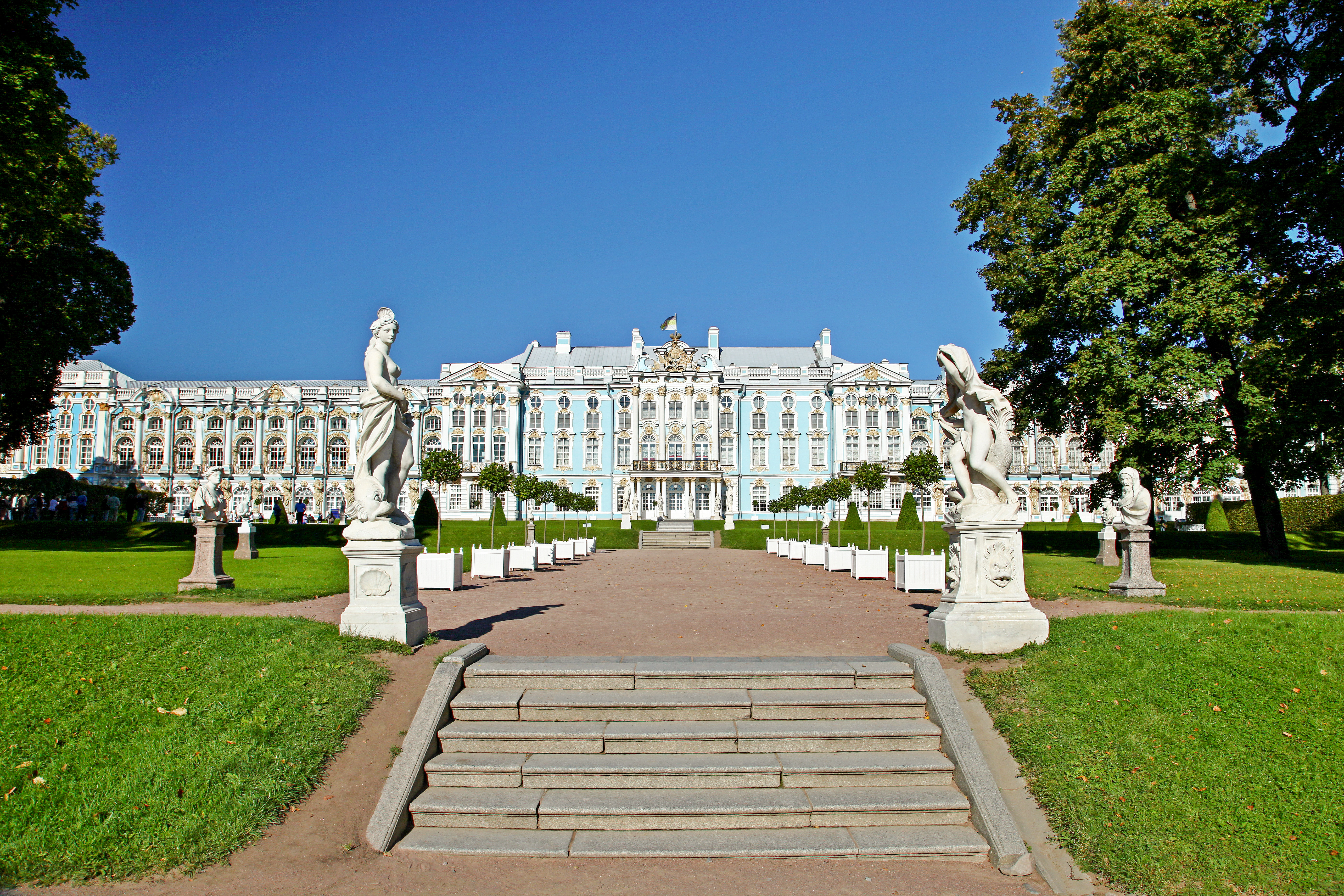
Nhìn từ vườn

Cung điện Yekaterina (tiếng Nga: Екатерининский дворец, Yekaterininskiy dvorets) là một cung điện Rococo nằm ở thị trấn Tsarskoye Selo (Pushkin), 30 km về phía nam của St. Petersburg, Nga. Đó là nơi cư trú mùa hè của Sa hoàng Nga.

## Lịch sử
Sau Đại chiến Bắc Âu, Nga đã phục hồi trang trại có tên Saari Mojs (một nơi cao) hoặc Sarskaya Myza, nằm trên một ngọn đồi cao 65 m. Năm 1710, Peter Đại đế đã trao trang trại cho vợ là Yekaterina I, ngôi làng ban đầu được gọi là Sarskoye Selo, và cuối cùng là Tsarskoye Selo (Làng của Sa hoàng). Năm 1723, Cung điện Đá của Yekaterina I, được thiết kế bởi Johann Friedrich Braunstein và được Johann Ferster xây dựng, và đã thay thế ngôi nhà gỗ nguyên bản. Đây là một tòa nhà mười sáu phòng gồm hai tầng, với các phòng nhà nước được hoàn thiện bằng thạch cao đánh bóng, trong khi tầng trên bao gồm tấm thảm Gobelin. Phần phía đông nam của khu đất bao gồm một khu vườn được thiết kế bởi Jan Roosen, với sân thượng, cầu thang bằng đá, đất nung, arbours và ao, trong khi một tòa nhà nằm ở phía đối diện của trang trại.

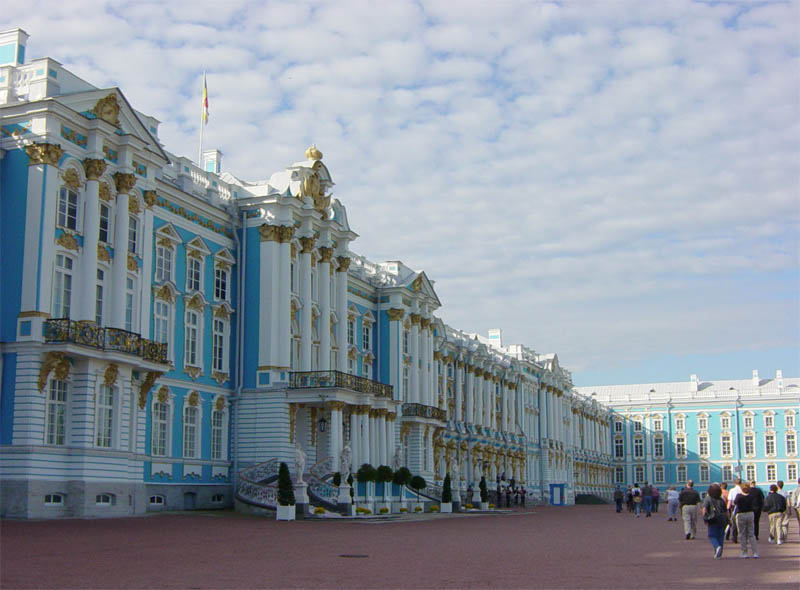
Phía bắc, sân xe ngựa: tất cả các chi tiết bằng vữa lấp lánh bằng vàng cho đến năm 1773, khi Catherine II đã thay thế lớp mạ vàng bằng sơn ô liu xỉn.

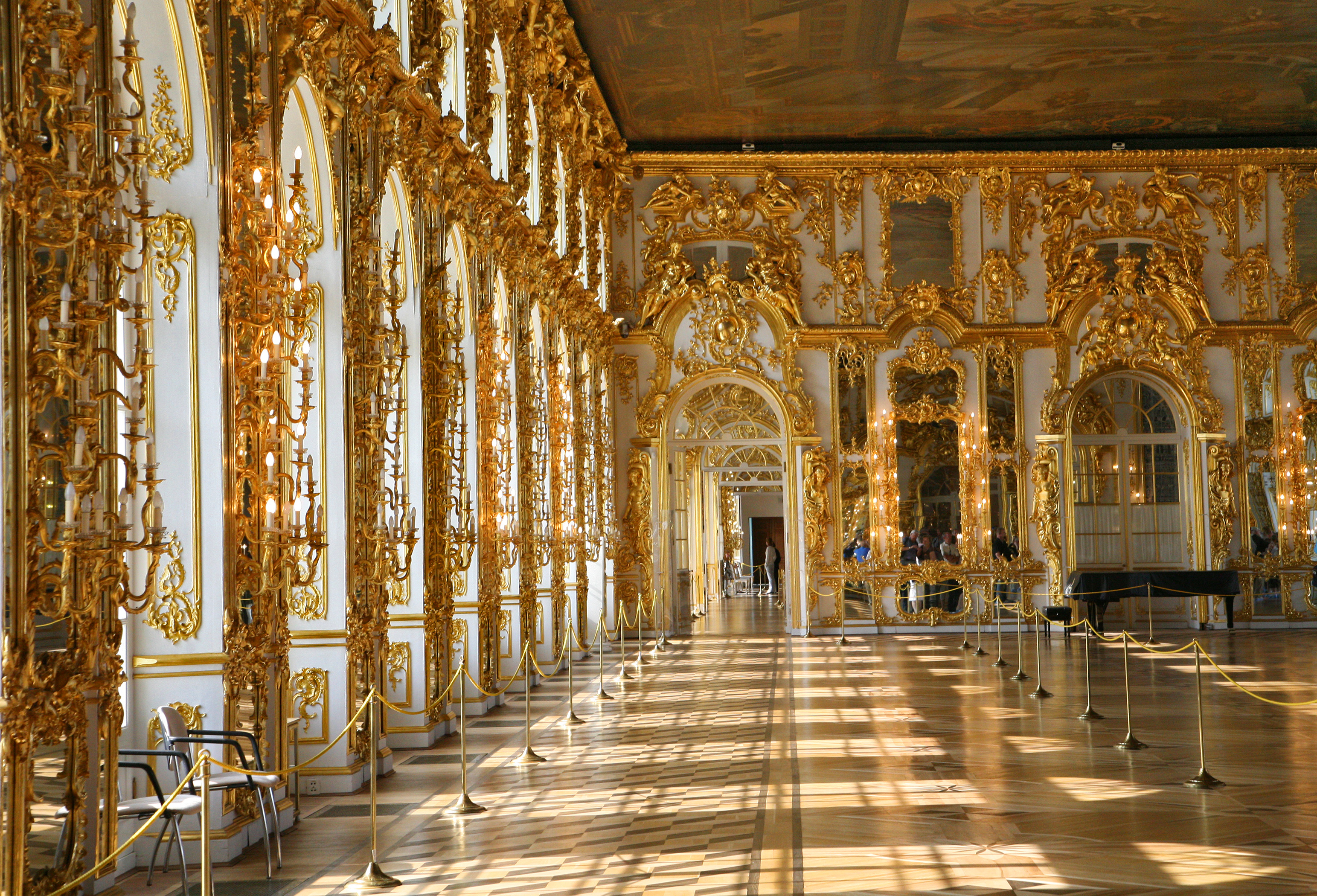
Phòng khiêu vũ (ballroom)

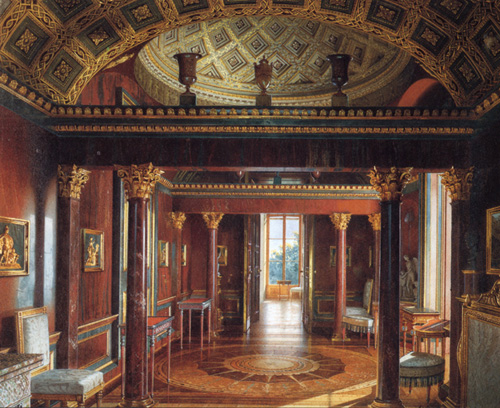
Phòng đá quý (Agaterooms)

Trong triều đại của con gái của Peter Đại đế, Nữ hoàng Yelizaveta, Mikhail Zemtsov thiết kế một cung điện mới và công việc bắt đầu vào năm 1744. Năm 1745, học trò của Zemtsov, Andrei Kvasov, cùng với Savva Chevakinsky, đã mở rộng cung điện dài 300 m. Điều này bao gồm một Nhà giữa, hai cánh bên, một nhà nguyện và Nhà kính, tất cả được kết nối bởi bốn phòng trưng bày với vườn treo. Sau đó, vào năm 1751, Bartolomeo Rastrelli đã thực hiện một nỗ lực tái thiết lớn, tích hợp một số tòa nhà, tạo cho cung điện những cột trắng như tuyết, những bức tường màu xanh da trời, với vữa mạ vàng, những chiếc cốc nhỏ, và các tác phẩm điêu khắc cần gần 100 kg vàng. Nội thất của Rastrelli dựa trên phong cách Baroque. Nhà điêu khắc Johann Franz Dunker, bậc thầy về nghệ sĩ Leprince và họa sĩ nội thất Giuseppe Valeriani là một trong những nghệ sĩ kiệt xuất. Các phòng đáng chú ý khác bao gồm Phòng Trung Quốc với các tấm sơn mài bằng sứ và Coromandel, Phòng chân dung, Phòng trưng bày ánh sáng và Phòng Hổ phách với các tấm hổ phách của Andreas Schlüter, trong khi 5 phòng chờ được kết nối với Đại sảnh, rộng 860 mét vuông. Việc xây dựng kết thúc vào năm 1756, khi cung điện bao gồm 40 căn hộ nhà nước và hơn 100 phòng riêng và dịch vụ. Một khu vườn mới đã được thêm vào, trong khi Khu vườn cũ được cải thiện với khoét sâu thêm hồ cá, kết nối với các suối cách đó 6 km, thêm vào đó là một Toboggan Slide, và thêm các không gian Hermecca, Grotto, Island và Mon bijou.